# Lijst van wachtposten aan de spoorlijn Zutphen - Glanerbrug
Dit is een onvolledige Lijst van wachtposten aan de Spoorlijn Zutphen - Glanerbrug.

Een wachtpost was een wachtershuisje waarin de baanwachter verbleef. De taken van de wachter/wachteres waren divers, zoals beschreven in  Wachter (spoorwegen). Niet alle wachtposten stonden bij overwegen. Bij het wachtershuisje stond vaak een wachterswoning (met hetzelfde nummer als het wachtershuisje).
Veel wachtershuisjes en wachterswoningen aan deze lijn werden omstreeks 1865-1868 naar een standaardontwerp door de Staatsspoorwegen gebouwd. Omstreeks 1891-1895 is nog een serie woningen bijgebouwd, soms als vervanging van het wachtershuisje. Rond 1950 werden veel huisjes gesloopt omdat ze hun oude functie verloren. De woningen volgden in latere jaren.
De wachtposten aan deze lijn vanaf station Zutphen tot aan de splitsing naar Leeuwarden bij Eefde (op 2,2 km) staan op Lijst van wachtposten aan de spoorlijn Arnhem - Leeuwarden.
Bronnen die van toepassing zijn op veel wachtposten in deze lijst:
- Historische topografische kaarten. Tonen veel postnummers op kaarten in de periode 1900-1940.[1]

- Beheer tekeningen uit 1865-66. Tonen wachtershuisjes en wachterswoningen zonder postnummers, maar wel nauwkeurige kilometer aanduiding. Bijgewerkt in potlood tot ongeveer 1900.[2]

- Archiefstukken over meerdere wachtposten.[3]

- Schaaltekeningen van emplacementen.[4]
- Het NVBS archief bevat foto's van wachtposten.[5]

Wanneer er achter de straatnaam een asterisk staat, wil dat zeggen dat de overgang niet meer bestaat. Bij een aantal huisjes staat de straatnaam aangegeven, die in de buurt van de oude overweg ligt.
| Wachtpost            | Straat                           | Plaats      | Bouw jaar            | Sloop jaar           | Extra informatie + lijst van bronnen | Afbeelding |
| -------------------- | -------------------------------- | ----------- | -------------------- | -------------------- | --- | ---------- |
| 1A Bij km 2.229      | Mettrayweg*                      | Zutphen     | 1865, woning in 1891 | Nog aanwezig (2016)  | Aan het oude laaggelegen tracé toen de splitsing naar Leeuwarden nog op km 2.0 lag. Door de aanleg van het Twentekanaal is de splitsing verschoven en op een talud gekomen. De Mettrayweg loopt nu gebundeld met het kanaal onder de spoorbrug door. Stond vroeger in Eefde, maar valt na een gemeentelijke herindeling (2005) onder Zutphen. - Op topografisch kaart 1904-1932. - Beheertekening toont wachtershuisje + machtiging voor woning in 1891. - Woning verbeterd in 1913.                         |            |
| 1 Bij km 3.067       | Doctor van de Hoevenlaan         | Eefde       | 1865                 | Nog aanwezig (2016)  | De Van de Hoevenlaan was voorheen de Rijksstraatweg Zutphen - Deventer. De woning was in 1972 al geheel verbouwd en uitgebreid. - Op topografisch kaart van 1904-1932. - Beheertekening toont woning. - Woning verbeterd in 1913. - Externe website. |            |
| 2 Bij km 4.688       | Startdijk                        | Almen       | 1865, woning in 1891 | Onbekend             | Op topografisch kaart van 1901-1932. De overgang ligt nu in de Elzerdijk. Door de aanleg van het Twentekanaal eindigt de Startdijk nu veel zuidelijker. - Op topografisch kaart van 1901-1932. - Beheertekening toont wachtershuisje + machtiging voor woning in 1891. - Woning verbeterd in 1913. |            |
| 3 Bij km 5.528       | Hulzerdijk                       | Almen       | 1865                 | Nog aanwezig (2016)  | Lag niet aan een overgang. Dichtstbijzijnde overgang is de nu onbewaakte overweg 1469 op km 5.6 - Op topografisch kaart van 1901-1932. - Beheertekening toont dubbele woning en met bomen beveiligde overweg op 5.642. - Woning verbeterd in 1913. |            |
| 4 Bij km 7.150       | Wagenvoortsdijk                  | Almen       | 1865, woning in 1891 | Onbekend             | Op kaarten van 1911-1935 bij km 7.6 (Kapelweg). Een foto uit 1960 (NEG101093-090-29) geeft duidelijk aan dat km 7.2 en Wagenvoortsdijk correct is. Komt overeen met de beheer tekening informatie. - Op topografisch kaart van 1901-1910. - Beheertekening toont wachtershuisje op 7.572 + machtiging voor woning in 1891 op 7.150. - Woning verbeterd in 1913. |            |
| 5 Bij km 8.332       | Asselerweg                       | Almen       | 1865                 | Nog aanwezig (2016)  | - Op topografisch kaart van 1901-1932. - Beheertekening toont dubbele woning. - Woning verbeterd in 1913. |            |
| 6 Bij km 10.025      | particuliere overgang            | Laren       | 1865                 | Onbekend             | Bij Station Laren-Almen. - Op topografische kaart 1901-1911. - Beheertekening toont alleen wachtershuisje. - Emplacement Lr-Laren 1902 toont wachtershuisje. - Woning verbeterd in 1913. |            |
| 7 Bij km 10.400      | Zutphenseweg                     | Laren       | 1865                 | Nog aanwezig (2016)  | Bij Station Laren-Almen. - Op topografische kaart 1911-1932. Staat op oudere kaarten met onjuiste nummer 5. - Beheertekening toont dubbele woning. - Emplacement Lr-Laren 1902. - Woning verbeterd in 1913. |            |
| 8 Bij km 12.060      | Dochterenseweg                   | Lochem      | 1865, woning in 1891 | Onbekend             | - Op topografisch kaart van 1903-1954. - Beheertekening toont wachtershuisje + machtiging voor woning in 1891. - Woning verbeterd in 1913. |            |
| 9 Bij km 13.788      | onbekend*                        | Lochem      | 1865, woning in 1891 | Onbekend             | Hier ligt nu straat Aalsvoort. - Op topografisch kaart van 1903-1954. - Beheertekening toont wachtershuisje + machtiging voor woning in 1891. - Woning verbeterd in 1913. - Foto toont de woning in 1962 (NEG101093-153-24) |            |
| 10 Bij km 14.675     | Rengersweg (Provinciale weg 332) | Lochem      | 1865                 | Nog aanwezig (2016)  | De oorspronkelijke overgang en de Mengerbrug over de Aalsvoord zijn vervangen door een viaduct. - Op topografisch kaart van 1903-1954. - Beheertekening toont de woning. - Woning verbeterd in 1913. |            |
| 11 Bij km 16.686     | Ampsenseweg                      | Lochem      | 1865                 | Nog aanwezig (2016)  | Bij Station Lochem. De woningen staan aan de Spoorlaan op 16.717. - Op topografisch kaart van 1903-1920. - Beheertekening toont wachtershuisje + dubbele woning (+ een "opzichterswoning"). - Emplacement Lc-Lochem 1915. - Woning verbeterd in 1913. |            |
| 12 Bij km 17.161     | -                                | Lochem      | 1865                 | Onbekend             | Bij Station Lochem, bij de brug over de Tenkhorsterbeek, niet bij een overgang. - Op topografisch kaart van 1903-1919. - Beheertekening toont wachtershuisje. - Emplacement Lc-Lochem 1915 toont wachtershuisje. - Woning verbeterd in 1913. |            |
| 12A Bij km 17.910    | Grote Drijfweg                   | Lochem      | 1891                 | Onbekend             | Bij Station Lochem - Op topografisch kaart van 1903-1920. - Beheertekening machtiging voor woning in 1891. - Woning verbeterd in 1913. - Foto toont de woning in 1959 (NEG101093-079-44) |            |
| 13 Bij km 18.465     | Hagendijk*                       | Lochem      | 1865                 | Nog aanwezig (2016)  | De Hagendijk loopt nu dood net voor de spoorlijn, maar liep voor de aanleg van het Twentekanaal door. - Op topografisch kaart van 1903-1955. - Beheertekening toont woning. - Woning verbeterd in 1913. |            |
| 14 Bij km 19.786     | Mogezompsweg                     | Lochem      | 1865, woning in 1891 | Onbekend             | - Op topografisch kaart van 1903-1964. - Beheertekening toont wachtershuisje + machtiging voor woning in 1891. - Woning verbeterd in 1913. |            |
| 15 Bij km 21.979     | Kooidijk*                        | Lochem      | 1891                 | Onbekend             | Oorspronkelijke straatnaam was Ensinkvoortweg. Overgang is verdwenen door de aanleg van het Twentekanaal. Het noordelijk deel van de weg is nu Kooidijk, het zuidelijk deel Lochemse weg. - Op topografisch kaart van 1903-1964. - Beheertekening toont machtiging voor woning in 1891. - Woning verbeterd in 1913. |            |
| 16-16A Bij km 23.534 | Horstmansweg, later ook Kooidijk | Markelo     | 1865                 | Onbekend             | Dubbele woning, 80 meter voorbij de brug over de Schipbeek. De Horstmansweg is nu een landweg met onbewaakte overweg nummer 1252 die doodloopt op het fietspad langs het Twentekanaal. - Op topografisch kaart van 1927-1936. - Beheertekening toont dubbele woning met aantekening 16/17. - Woning verbeterd in 1913 (alleen woning 16). - Foto toont de woning in 1962 en claimt 16/16A (NEG101093-154-03)                                                                                                 |            |
| 17 Bij km 24.109     | Stationsweg                      | Markelo     | 1865                 | Onbekend             | Bij Station Markelo. - Beheertekening toont wachtershuisje. - Emplacement Mk-Markelo 1902 toont wachtershuisje. - Woning verbeterd in 1913. - Foto toont wachtershuisje met nummer 17 in 1938. |            |
| 18 Bij km 24.402     | Brandveenweg                     | Markelo     | 1865                 | Nog aanwezig (2016)  | Bij Station Markelo. - Op topografisch kaart van 1927-1965. - Beheertekening toont de woning en ook een wachtershuisje op 24.521. - Emplacement Mk-Markelo 1902 toont woning en wachtershuisje. - Woning verbeterd in 1913. |            |
| 19 Bij km 25.665     | Diepenheimsedijk                 | Markelo     | 1865, woning in 1891 | Onbekend             | - Op topografisch kaart van 1927-1965. - Beheertekening toont wachtershuisje + machtiging voor woning in 1891. - Woning verbeterd in 1913. |            |
| 20 Bij km 27.030     | weg naar De Aschede              | Markelo     | 1865, woning in 1891 | Onbekend             | Nu ligt op deze plek de onbewaakte overgang van een fietspad. - Op topografisch kaart van 1927-1936. - Beheertekening toont wachtershuisje + machtiging voor woning in 1891. - Woning verbeterd in 1913. |            |
| 21 Bij km 28.468     | Meenweg                          | Markelo     | 1865                 | Nog aanwezig (2016)  | - Op topografisch kaart van 1912-1965. - Beheertekening toont woning. - Woning verbeterd in 1913. - Foto toont de woning in 1971. |            |
| 22 Bij km 29.840     | Diepenheimseweg                  | Goor        | 1865, woning in 1909 | Nog aanwezig (2017)  | Het wachtershuisje stond bij de overgang. In 1909 zijn (dubbele) woning 22 en een seinhuis toegevoegd. Woning en seinhuis lagen niet bij de overgang maar bij km 29.5, eerst bij de kruising van de Spoorlijn Neede - Hellendoorn en later bij de boog naar Station Goor West. Het seinhuis is verdwenen. - Beheertekening toont wachtershuisje. - Emplacement Go-Goor 1915. - Woning 22 is in 1909 toegevoegd. - Foto toont wachtershuisje in 1909                                                          |            |
| 23 Bij km 30.296     | Zompepad                         | Goor        | 1865                 | Onbekend             | Bij Station Goor. De overgang was een zandweg en is nu een voetgangerspad. - Beheertekening toont wachtershuisje. - Emplacement Go-Goor 1915 toont het wachtershuisje niet (meer), wel de overgang met trekbomen. - Het postnummer is niet geverifieerd (past in de reeks). |            |
| 24 Bij km 31.260     | Oude Haaksbergerweg              | Goor        | 1865, woning in 1891 | Tussen 1984 en 1988  | Bij Station Goor. - Beheertekening toont wachtershuisje + machtiging voor woning 1891. - Woning verbeterd in 1913. - Foto van wachtershuisje en de woning ca. 1900. |            |
| 24A                  |                                  | Goor        | onbekend             | onbekend             | - Woning verbeterd in 1913. |            |
| 25 Bij km 31.650     | Wachtpostdijk                    | Goor        | 1865                 | Nog aanwezig (2017)  | Zichtbaar vanaf de Rondweg. In de buurt van twee overgangen (op 31.873 en 32.140). - Op topografisch kaart van 1912-1965. - Beheertekening toont woning + wachtershuis op 32.140. - Woning verbeterd in 1913. |            |
| 26 Bij km 33.220     | onbekend                         | Ambt Delden | 1865                 | Onbekend             | Nu een onbewaakte overweg (1377) met een landweg. Er staat nu een andere woning met adres Rijksweg 6. - Op topografisch kaart van 1912-1965. - Beheertekening toont wachtershuis + woning. - Woning verbeterd in 1913. |            |
| 27 Bij km 34.675     | Tankinksteeg                     | Ambt Delden | 1865                 | Nog aanwezig (2020)  | Bij voormalige stopplaats Wiene. De wachterswoning stond noordelijk van de lijn, een wachtershuis zuidelijk van de lijn. De Tankinksteeg is Tankinkweg geworden en kruist de spoorweg niet meer sinds aanleg van het Twentekanaal. Dichtstbijzijnde overgang is nu de Veldhuisweg. - Op topografisch kaart van 1910-1954. - Beheertekening toont woning + wachtershuis op 34.538, bij de overgang. - Emplacement We-Wiene 1908 toont woning en wachtershuis tegenover de woning. - Woning verbeterd in 1913. |            |
| 28 Bij km 35.956     | Sluisstraat*                     | Ambt Delden | 1891                 | Afgebrand 1936-10-17 | Niet aan een overgang. Oorspronkelijke straatnaam onbekend en sinds aanleg van het Twentekanaal is dit de Sluisstraat. - Op topografisch kaart van 1933-1953. - Beheertekening toont machtiging voor woning 1891. - Woning verbeterd in 1913. - Een foto van WH-28. |            |
| 29 Bij km 37.260     | Meenhuisweg                      | Ambt Delden | 1865, woning in 1891 | Onbekend             | Langenhorsterweg is gesplitst. Het deel met de overgang is nu Meenhuisweg. - Op topografisch kaart van 1903-1954. - Beheertekening toont wachtershuisje + machtiging voor woning 1891. - Woning verbeterd in 1913. - Foto van de Meenhuisweg uit 1930. |            |
| 30 Bij km 38.930     | Oude Benteloseweg-Benteloseweg*  | Delden      | 1865, woning in 1891 | 1974-12-09           | Deze overgang is in 1986 opgeheven. Het wachtershuisje met nummer 30 stond bij de overweg van de St.Annabrinkweg. Deze post bediende de overwegen van de Benteloseweg, de St.Annabrinkweg en de Spoorstraat. - Op topografisch kaart van 1903-1964. - Beheertekening toont wachtershuisje + machtiging voor woning 1891. - Woning verbeterd in 1913. - Foto toont de woning in 1960 (NEG101093-099-03) |            |
| 31 Bij km 39.441     | Spoorstraat                      | Delden      | 1865                 | Onbekend             | Bij Station Delden. Het wachtershuisje stond op de plek waar nu de parkeerplaats van de Sporthal is. - Beheertekening toont wachtershuisje. - Emplacement Ddn-Delden 1912 toont wachtershuisje. |            |
| 32 Bij km 39.950     | Vossenbrinkweg                   | Delden      | 1865                 | Onbekend             | Bij Station Delden. Stond niet aan een overgang. Er lag altijd een viaduct over de Vossenbrinkweg. - Beheertekening toont wachtershuisje. - Emplacement Ddn-Delden 1912 1912 toont wachtershuisje. |            |
| 33 Bij km 40.880     | Zaagmolenweg                     | Delden      | 1865                 | Onbekend             | Stond niet aan een overgang. De onbewaakte overgang van de Zaagmolenweg was en is bij km 41.1. De woning werd bereikt met een landweg vanaf de Hengelosestraat. - Op topografisch kaart van 1903-1909 en 1925-1954. - Beheertekening toont de woning met: "Uitweg naar den straatweg van Delden naar Hengelo. Zie acte 5 Ambt Delden". - Woning verbeterd in 1913. |            |
| 33a Bij km 41.584    | onbekend*                        | Delden      | 1891                 | Onbekend             | Lag aan een overgang van een landweg (zijweg van de Kalkboerweg) die door de Mossegoor liep. De landweg en de plaats van de woning zijn nog enigszins in het landschap waarneembaar. - Op topografisch kaart van 1903-1909 en 1925-1932. - Beheertekening toont machtiging voor woning 1891. - Woning verbeterd in 1913. |            |
| 34-35 Bij km 42.335  | Genselerweg                      | Hengelo     | 1865                 | Onbekend             | Stond niet aan een overgang. De dichtstbijzijnde overgang is van de Loofrietweg bij km 41.964. Het viaduct van de A35 is bij km 42.2. - Op topografisch kaart van 1925-1954. In voorgaande jaren soms met nummer 33. - Beheertekening toont de dubbele woning en wachtershuis bij de overgang. - Woning verbeterd in 1913. |            |
| 35a Bij km 42.906    | Brugginksweg                     | Hengelo     | 1865, woning in 1891 | Onbekend             | - Op topografisch kaart van 1903-1909 en 1925-1934. - Beheertekening toont wachtershuisje + machtiging voor woning 1891. - Woning verbeterd in 1913. |            |
| 36 Bij km 44.300     | Tuindorpstraat*                  | Hengelo     | 1865                 | Nog aanwezig (2017)  | Heeft bij aanleg van de lijn bij de overweg gestaan. Die is ~1900 vervangen door een viaduct over de weg doordat het Tweede Station Hengelo verhoogd werd aangelegd. - Op topografisch kaart van 1925-1953. - Beheertekening toont woning en wachtershuisje bij de overweg op 44.242. - Emplacement Hgl-Hengelo 1917 toont de woning en viaduct. - Woning verbeterd in 1913. |            |
| 37 Bij km 44.6       | Emmaweg*                         | Hengelo     | 1865                 | Onbekend             | Heeft bij aanleg van de lijn waarschijnlijk gediend voor de overwegen (ook voor de lijn naar Almelo). Die zijn ~1900 vervangen viaducten doordat het Tweede Station Hengelo verhoogd werd aangelegd. - Op topografisch kaart van 1898-1907. - Beheertekening toont wachtershuisje en overwegen. - Emplacement Hgl-Hengelo 1917 toont viaducten en "dienstwoningen". |            |
| 38 Bij km 45.0       | onbekend*                        | Hengelo     | 1865                 | 1900?                | Dit was alleen een wachtershuis, zonder woning. Bediende de overgang van de stad naar de fabrieken van Stork. Is ~1900 vervangen door een tunnel doordat het Tweede Station Hengelo verhoogd werd aangelegd. Op deze plaats ligt nu de Europa tunnel. - Beheertekening toont wachtershuisje bij de overweg. - Foto van wachtershuisje bij de overgang ca. 1870. - Railatlas toont het wachtershuisje in ca. 1870 (TOPRA10-017)                                                                               |            |
| 39 Bij km 45.812     | Waarbekenweg*                    | Hengelo     | 1865                 | 1900?                | De overweg is ~1900 vervangen het "Muizentunneltje" doordat het Tweede Station Hengelo verhoogd werd aangelegd. - Beheertekening toont wachtershuisje en overweg. - Emplacement Hgl-Hengelo 1917 toont viaduct en "dienstwoningen", geen wachtershuisje. - Het postnummer is niet geverifieerd (past in de reeks). |            |
| 40-41 Bij km 47.018  | Pruisische Veldweg               | Hengelo     | 1866                 | Onbekend             | Dubbele woning. - Op topografisch kaart staat WH-40 van 1899-1907 en 1928-1954. - Beheertekening toont dubbele woning. - Woning verbeterd in 1913. - Foto toont de woningen in 1960 (NEG101093-099-16) en claimt 40-41. |            |
| 42-43 Bij km 49.2    | onbekend*                        | Enschede    | 1866                 | Onbekend             | Hier ligt nu Station Enschede Kennispark met fietstunnel. - Topografisch kaart van 1928. - Woningen verbeterd in 1913. - Beheertekening toont dubbele woning. - Foto's tonen dubbele woningen in 1960 (NEG101093-099-15, NEG101093-099-14) en claimen 42-43. |            |
| 43a Bij km 49.8      | onbekend*                        | Enschede    | 1866                 | Onbekend             | Hier ligt nu een viaduct over de Auke Vleerstraat. - Topografisch kaart van 1928. - Woning verbeterd in 1913. |            |
| 44                   |                                  | Enschede    | onbekend             | onbekend             | - Woning verbeterd in 1913. |            |
| 45                   |                                  | Enschede    | onbekend             | onbekend             | - Woning verbeterd in 1913. |            |
| 46 Bij km 52.7       | Tubantiasingel                   | Enschede    | 1866                 | Tussen 1912 en 1915  | Stond niet aan een overgang. Er lag een viaduct over de Tubantiasingel. Woning is op emplacements tekening van Station Enschede uit 1915 verdwenen. - Emplacement Esd-Enschede 1908,1912,1915. - Woning verbeterd in 1913. |            |
| 47 Bij km 53.7       | Hengelosche Straat               | Enschede    | 1868                 | Onbekend             | De straatnaam van deze overgang bij Station Enschede is nu Korte Hengelose Straat. - Emplacement Esd-Enschede 1908,1912,1915. - Woning verbeterd in 1913. |            |
| 47A Bij km 53.750    | Kloosterstraat*                  | Enschede    | 1868                 | Onbekend             | Bij Station Enschede. - Woning verbeterd in 1913. - Foto spoorwegmuseum (~1905). Toont ook wissel 43 en voetpadovergang op 53.780 - Emplacements tekening uit 1928 toont wachtershuis, wachterswoning en Kloosterstraat (TOPRA10-010) |            |
| 48                   | onbekend                         | Enschede    | Onbekend             | Onbekend             | - Woning verbeterd in 1913. |            |
| 48A                  | onbekend                         | Enschede    | Onbekend             | Onbekend             | - Woning verbeterd in 1913. |            |
| 50-51 Bij km 56.7    | onbekend*                        | Enschede    | 1868                 | Onbekend             | Lagen niet aan een overweg (spoorweg ligt verdiept). Oostelijk van de Algemene Oosterbegraafplaats (Enschede). Oude toegangsweg is ook verdwenen. - Topografisch kaart van 1892. |            |
| 52 Bij km 59.5       | Spoorbaanstraat*                 | Glanerbrug  | 1868                 | Onbekend. (na 1959)  | De Spoorbaanstraat passeerde bij verdwenen halte Glanerbeek de spoorlijn, oostelijk van huidig Station Glanerbrug. De Spoorbaanstraat is ingekort en heeft geen overweg meer. - Topografisch kaart van 1892-1932. - Woning verbeterd in 1913. - Foto uit 1959 (NEG101093-064-15) toont de woning. |            |